# Baryphthengus
Baryphthengus is een geslacht van vogels uit de familie motmots (Momotidae).

## Soorten
Het geslacht kent de volgende soorten:
- Baryphthengus martii – Rosse motmot
- Baryphthengus ruficapillus – Roodkopmotmot